# Bladina malaisei
Bladina malaisei är en insektsart som beskrevs av Ronald Gordon Fennah 1952. Bladina malaisei ingår i släktet Bladina och familjen Nogodinidae. Inga underarter finns listade i Catalogue of Life.